# Bol'šaja Ižora
Bol'šaja Ižora (finlandese Haisevaisi) è una cittadina della Russia europea nordoccidentale, situata nella oblast' di Leningrado (rajon Lomonosovskij).
Sorge lungo le coste del golfo di Finlandia, alcuni chilometri ad ovest della metropoli di San Pietroburgo.